# Macropsis robusta
Macropsis robusta är en insektsart som beskrevs av Breakey 1932. Macropsis robusta ingår i släktet Macropsis och familjen dvärgstritar. Inga underarter finns listade i Catalogue of Life.